# Maurice Blood
Maurice Blood (* 15. Februar 1870 in Bristol; † 31. März 1940 in London) war ein britischer Sportschütze.

## Erfolge
Maurice Blood nahm an den Olympischen Spielen 1908 in London in vier Disziplinen teil. Auf den Laufenden Hirsch erreichte er im Einzel- und im Doppelschuss jeweils den vierten Platz. Mit dem Freien Gewehr schloss er den Dreistellungskampf auf dem elften Platz ab, während ihm über die 1000-Yards-Distanz ein Medaillengewinn gelang. Mit 92 Punkten erzielte er wie zwei Konkurrenten das drittbeste Ergebnis, konnte sich aber im anschließenden Stechen durchsetzen, womit sich Blood die Bronzemedaille sicherte.